# Danielle Scott-Arruda
Danielle Scott-Arruda est une joueuse de volley-ball américaine née le 1er octobre 1972 à Bâton-Rouge (Louisiane). Elle mesure 1,88 m et jouait au poste de centrale. Elle a totalisé 421 sélections en équipe des États-Unis. Elle est la cousine de la volleyeuse Kim Willoughby.

## Biographie
Danielle Scott-Arruda fait partie de l'équipe des États-Unis de volley-ball féminin médaillée d'argent aux Jeux olympiques d'été de 2008 à Pékin et aux Jeux olympiques d'été de 2012 à Londres.

## Clubs
| Club                     | De        | À         |
| ------------------------ | --------- | --------- |
| University of California | 1990-1991 | 1992-1993 |
| États-Unis               | 1994-1995 | 1995-1996 |
| Gierre Roma              | 1996-1997 | 1996-1997 |
| Leites Nestlé            | 1997-1998 | 1997-1998 |
| Grêmio de Vôlei Osasco   | 2001-2002 | 2001-2002 |
| Pioneer Red Wings        | 2002-2003 | 2002-2003 |
| Chieri Volley            | 2003-2004 | 2004-2006 |
| Macaé Sports             | 2006-2007 | 2006-2007 |
| Grêmio de Vôlei Osasco   | 2007-2008 | 2007-2008 |
| FV Castellana Grotte     | 2008-2009 | 2009-2010 |
| São Bernardo             | 2010-2011 | 2011-2012 |
| Praia Clube              | 2012-2013 | 2012-2013 |
| Indias de Mayagüez       | mars 2013 | mai 2013  |
| Brasília Vôlei           | 2013-2014 | 2013-2014 |

## Palmarès

### Équipe nationale
- Jeux olympiques
  -  2008 à Pékin.
  -  2012 à Londres.
- Championnat du monde
  - Finaliste : 2002.
- Grand Prix
  - Vainqueur : 1995, 2001, 2012.
- Coupe du monde
  - Finaliste : 2011.
- World Grand Champions Cup
  - Finaliste : 2005.
- Jeux Pan-Américains
  - Finaliste : 1995.
- Coupe panaméricaine (1)
  - Vainqueur : 2003.
- Championnat d'Amérique du Nord (3)
  - Vainqueur : 2001, 2003, 2005.
  - Finaliste : 1999, 2007.

### Clubs
- Coupe de la CEV
  - Vainqueur : 1997.
  - Finaliste : 2006.
- Top Teams Cup
  - Vainqueur : 2005.
- Championnat du Brésil
  - Finaliste : 2007.
- Coupe du Brésil
  - Finaliste  : 2007.
- Championnat de Porto Rico
  - Vainqueur : 2013.

### Distinctions individuelles
- Grand Prix Mondial de volley-ball 2001: Meilleure marqueuse, meilleure contreuse et MVP.
- Championnat du monde de volley-ball féminin 2002: Meilleure contreuse.
- Coupe panaméricaine de volley-ball féminin 2009: Meilleure contreuse.